# Giovanni Battista Quadri
Giovanni Battista Quadri byl italský manýristický sochař, který pocházel z rozvětveného rodu umělců v Luganu. Působil kolem roku 1600 v Brixenu a v 1. čtvrtině 17. století v Čechách na dvoře Rudolfa II., kde se stal významným mistrem hned po Adrianovi de Vries . 

## Dílo
- Reliéf Klanění tří králů (štuk, polychromie). Původně byl v kapli zámku v Brandýse nad Labem, pak ve sbírce Pražského hradu. Po rekonstrukci zámku v Brandýse nad Labem byl bvrácen na původní místo.

Autorství tohoto díla bylo chybně připisováno jinému manýristickému sochaři – Adrianu de Vries.
- Štuková výzdoba ve Španělském sále Pražského hradu, připomíná vzhled antických bazilik.